# Dignidade

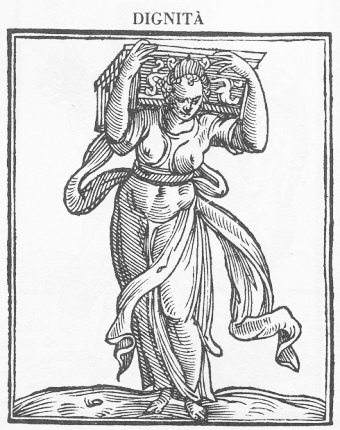
Xilogravura de Cesarema. Alegoria mostrando dignidade de César Ripa.

A dignidade baseia-se no reconhecimento da pessoa digna de respeito. É uma necessidade emocional que todos nós temos de reconhecimento público de se ter feito bem as coisas, em relação a autoridades, amigos, círculo familiar, social, entre outros.

## Etimologia
A palavra dignidade no Português veio do Latim dignitas, “o que tem valor” que veio de dignus, “digno, valioso, adequado, compatível com os propósitos”.